# Forthhere
Forthhere est un prélat anglo-saxon du début du VIIIe siècle. Il est évêque de Sherborne de 710 à (peut-être) 737.

## Biographie
Forthhere devient évêque de Sherborne après la mort d'Aldhelm de Malmesbury, en 710. Il est le deuxième détenteur de ce siège épiscopal. La Chronique anglo-saxonne rapporte qu'il accompagne la reine du Wessex Frithugyth en pèlerinage à Rome en 737. Il semble avoir démissionné, car son successeur Herewald apparaît dans les sources en 736. La date et les circonstances de sa mort sont inconnues.